# Graševina
Graševina, bijela sorta grožđa i istoimenog vina. Pretpostavlja se da je porijeklom iz srednje Europe, ali se toliko udomaćila kod nas da je mnogi smatraju autohtonom sortom.
U Hrvatskoj je to jedna od najpopularnijih bijelih sorti.
Vino graševine je najčešće slamnatožute boje, izraženog mirisa, suho, srednjeg sadržaja alkohola i ekstrakta, ugodno gorkasto i već kao mlado vino razvija sortni miris i aromu istaknute svježine.
S obzirom na veličinu utjecaja pedoklimatskih uvjeta na aromu vina, uz varijetalnu oznaku graševina, često se navodi i ona regionalna (pr. Graševina slavonska ili Graševina erdutska, ovisno o vinogorju).
Drugi nazivi: Grašica, Riesling italico, Laški rizling, Welschriesling, Olasz Rizling i Rizling Vlašsky.

## Vanjske poveznice
- Mali podrum  Arhivirana inačica izvorne stranice od 30. rujna 2007. (Wayback Machine) - Graševina; hrvatska vina i proizvođači